# Закономовець

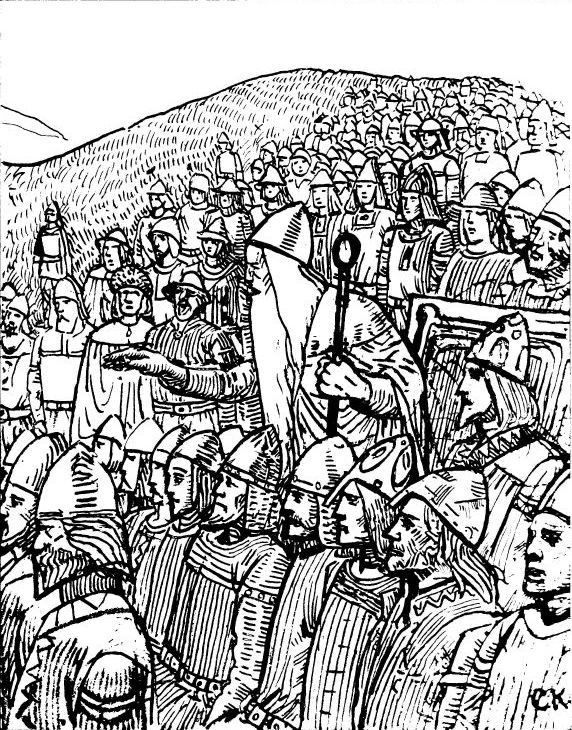
Закономовець (лагман) показує силу закону королю Швеції в Старій Уппсалі, в 1018 р.. Лагман спонукає короля Улофа III Шетконунга не лише до миру з ворогом королем Святим Олафом, але й віддати свою доньку йому заміж — художник Крістіан Крог

Закономовець, лагман (швед. lagman, норв. lagmann, ісл. lögsögumaður) — у ранньосередньовічній Скандинавії знавець звичаєвого права, суддя, голова Тінгу. В Ісландії X–XIII століть — голова альтінгу і фактичний глава держави (див. Ісландська Вільна держава).

## Історія
- «Тлумачі законів» були впливовими особами в ранньосередньовічній Швеції, Данії і Норвегії. Однак, їх судові повноваження поступово обмежувалися підсиленням королівської влади. Інша ситуація склалася в Ісландії, де спочатку не існувало жодної системи державного управління. Однак, після закінчення «епохи заселення» виникла необхідність у створенні зводу єдиних законів. Був скликаний єдиний представницький орган — альтінг. В цей же час у Норвегію була післана людина на ім'я Ульвльот для навчання традиційного норвезького права. «Закони Ульвльота» стали основою ісландської правової системи, а сам Ульвльот — став першим ісландським закономовцем.
- Посада закономовця в Ісландії була запроваджена у 930 р. при створенні парламенту Альтінгу. Його обирали на три роки.  Окрім того, що він виконував функції президента зібрання, в його обов'язки входили консультування, читання, проголошення законів та їх тлумачення.  Якщо переглянете весь список закономовців, то у Вас, можливо, виникнуть запитання щодо термінів перебування на посаді. Наприклад, чому другий і третій ісландські закономовці займали цю посаду по двадцять років, а Ґрімур Свертінгссон — всього один рік. Щодо вищезгаданих двох, то історики сумніваються у достовірності, бо нема ґрунтовного підтвердження, а термін Свертінгссона був скорочений не через некомпетентність чи хворобу, а тому, що його голос був занадто слабким для цієї роботи.  Окрім своєї функції як юриста та голови суду, lögsögumaður не мав формальної влади, але його часто призначали арбітром у спорах, що виникали. У 1262 р. Ісландія увійшла до складу Норвегії. Закономовці стали призначатися норвезьким (а пізніше данським) королем і втратили свій вплив. Остаточно посада була скасована в 1800 р. разом з Альтінгом.

## Список закономовців
- Ульвльот
- Хравн син Кетіля Лосося (930–949)
- Торарін син Олейва Рукояткі (950–969)
- Торкель Луна син Торстейна (970–984)
- Торгейр Годі син Торкеля (985–1001)
- Грім син Свертінга (1002–1003)
- Скафті син Тородда Мудрого (1004–1030)
- Стейн син Торгеста (1031–1033)
- Торкель син Тьорві (1034–1053)
- Геллір Ревун син Бьольверка (1054–1062)(1072–1074)
- Гуннар Мудрий син Торгріма (1063–1065)(1075)
- Кольбейн син Флосі (1066–1071)
- Сігхват син Сурта (1076–1083)
- Маркус син Скеггі (1084–1107)
- Ульвхедін син Гуннара Мудрого (1108–1116)
- Бергтор син Хравна (1117–1122)
- Гудмунд син Торгейра (1123–1134)
- Хравн син Ульвхедіна (1135–1138)
- Фінн син Халля (1139–1145)
- Гуннар син Ульвхедіна (1146–1155)
- Сноррі син Хунбогі (1156–1170)
- Стюркар син Одді (1171–1180)
- Гіцур син Халля (1181–1202)
- Халль син Гіцура (1203–1209)
- Стюрмір Мудрий син Кара (1210–1214)(1232–1235)
- Сноррі син Стурли (1215–1218)(1222–1231)
- Тейт син Торвальда (1219–1221)(1236–1247)
- Олав Білий Скальд син Торда (1248–1250)(1252)
- Стурла син Торда (1251)
- Тейт син Ейнара (1253–1258)
- Кетіль син Торлака (1259–1262)
- Торлейв Рик син Кетіля (1263–1265)